# Trigonura pini
Trigonura pini är en stekelart som beskrevs av Burks 1959. Trigonura pini ingår i släktet Trigonura och familjen bredlårsteklar. Inga underarter finns listade i Catalogue of Life.